# Левченко, Михаил Александрович
Левченко Михаил Александрович (4 ноября 1922, Слободо-Петровка, Полтавская губерния — 25 января 1989, Одесса) — советский учёный-литературовед, писатель. Доктор филологических наук (1966), профессор (1967).

## Биография
Родился 4 ноября 1922 года в селе Слободо-Петровка (ныне в Гребёнковском районе Полтавской области) в крестьянской семье.
Начал учиться в Киевском университете.
В 1943 году, будучи студентом, ушёл на фронт Великой Отечественной войны в звании рядового. Служил полковым разведчиком, командиром стрелкового отделения, корреспондент газеты «Патриот Родины» (70-я дивизия 4-го Украинского фронта). Освобождал от фашистских захватчиков Киев, Львов, Прагу. Закончил войну в звании старшего сержанта.
В 1947 году окончил Одесский университет. С 1948 года — преподавать украинской литературы в Криворожском педагогическом институте. В конце 1940-х годов работал в газете «Красный горняк» (Кривой Рог).
В начале 1950-х годов вернулся в Одессу, где учился, работал в газете. В 1954 году защитил кандидатскую диссертацию по теме «В. Маяковский и украинская советская поэзия». Член Союза писателей СССР с 1960 года. В 1966 году защитил докторскую диссертацию по теме «Пути развития украинской прозы». В 1968—1987 годах возглавлял новосозданную кафедру русской литературы Одесского государственного университета.
Был заместителем председателя Одесского областного филиала писателей, работал в альманахе «Горизонт» и художественном совете Одесской киностудии.
Трагически погиб 25 января 1989 года в Одессе под колёсами автомобиля, возвращаясь со встречи ветеранов. Похоронен на Втором Христианском кладбище Одессы.

## Научная деятельность
Научные интересы посвящены проблеме творческих связей украинской и российской литератур.
В Одесском государственном университете настаивал на необходимости создания отдельной кафедры русской литературы классического периода (от древних времён до 1917 года). Доказал правильность разработки курса истории русской литературы конца XIX — начала XX века, благодаря чему в 1970-х годах студенты Одесского университета изучали «серебряный век» в искусстве.
Вёл переписку с О. Гончаром, М. Стельмахом, М. Бажаном.

### Научные труды
Автор книг:
- «На юге» (1959);
- «Чехов в связях с Украиной» (1960);
- «Непокорённая молодость» (1961);
- «Роман и современность» (1963);
- «Эпос и человек» (1967);
- «Испытание историей» (1970);
- «Живой среди живых» (1974);
- «Художественная летопись огненных лет» (1977).

## Награды
- Орден Отечественной войны 1-й степени;
- Медаль «За отвагу»;
- Медаль «За боевые заслуги»;
- Медаль «За освобождение Праги»;
- Медаль «За победу над Германией в Великой Отечественной войне 1941—1945 гг.».